# Мелисс (царь Крита)
Мелиссей (Мелисс, др.-греч. Μελισσεύς, Μέλισσος «пчелиный»). Персонаж древнегреческой мифологии. Согласно историку Пармениску, царь Крита. Отец нимф Адрастеи и Иды, кормилец Зевса. Либо отец Идофеи, Амалфеи и Адрастеи. По другому рассказу, у его дочерей не было молока, и Зевса вскормила коза Амалфея. У орфиков Мелисс — муж Амалфеи. Согласно Дидиму Халкентеру, первым совершил жертвоприношения богам.